# Scott Houghton
Scott Houghton (sinh ngày 22 tháng 10 năm 1971 tại Hitchin) là một cựu cầu thủ bóng đá người Anh và hiện tại là một cảnh sát. Houghton từng là một tiền vệ khởi đầu sự nghiệp với Tottenham Hotspur trước khi tiếp tục thi đấu cho một số câu lạc bộ hạng dưới bao gồm Peterborough United.
Sau khi giải nghệ, Houghton quyết định gia nhập lực lượng cảnh sát. Ở vị trí đầu tiên trong cương vị cảnh sát, ông được bổ nhiệm tại The Voyager School.
Houghton cũng từng xuất hiện trên truyền hình, và ông cũng xuất hiện trên sê ri cảnh sát Cop Squad trên Sky TV với câu chuyện diễn ra tại Cambridgeshire Constabulary.

## Danh hiệu
with Walsall
- Football League Third Division runner-up: 1994-95